# Pouillenay
Pouillenay é uma comuna francesa na região administrativa da Borgonha-Franco-Condado, no departamento de Côte-d'Or. Estende-se por uma área de 14,94 km². Em 2010 a comuna tinha 563 habitantes (densidade: 37,7 hab./km²).